# أندي هينا
أندي هينا (بالألبانية: Andi Hina‏) هو لاعب كرة قدم ألباني في مركز الدفاع، ولد في 14 مايو 1996 في جيروكاستر في ألبانيا. لعب مع KF Luftëtari ‏.

## وصلات خارجية
- أندي هينا على موقع قاعدة بيانات كرة القدم.إي يو (الإنجليزية)
- أندي هينا على موقع Soccerway.com (الإنجليزية)